# Музей археології Даремського університету
Музей археології Даремського університету — музей Даремського університету в Даремі, Англія, заснований в 1975 році. Цей університетський музей має у своєму розпорядженні колекцією артефактів різних епох,  починаючи від доісторичного періоду, Стародавньої Греції, Римської епохо до Середньовіччя. Музейна експозиція сформована на базі колекції розпочатої Еріком Берлі в 1931 році. Музей Археології відомий своєю другою назвою — «Музей Археології на Старому Млині», оскільки він займає територію пам'ятки історії та економіки Дарема й нарівні із студентами відомого навчального закладу країни, є популярним закладом для місцевої громади та відвідувачів університету.